# Boletus rex-veris
Espèce
Boletus rex-veris, de son nom vernaculaire le Cèpe Roi du printemps, est un champignon basidiomycète du genre Boletus de l'Ouest de l'Amérique du Nord de la Californie à l'Oregon. Boletus rex-veris est comestible et peut être conservé et cuit. Ses différences avec Boletus edulis sont caractérisées par un pied très clair et une cuticule rose.

## Classification Phylogénétique
Pendant de nombreuses années, Boletus rex-veris était considéré comme une sous-espèces ou une variété de Boletus edulis. En 2008, une révision taxonomique de la population des espèces de l'ouest nord-américain a été publiée, a établi formellement  Boletus rex-veris comme une espèce distincte. Les analyses phylogénétiques ont montré Boletus rex-veris en tant que MRCA d'un clade ou groupe étroitement lié avec Boletus fibrillosus, Boletus pinophilus, Boletus subcaerulescens, Boletus subalpinus et Boletus regineus.

## Description
Le chapeau, comme avec d'autres bolets, la taille du sporophore est variable. 
Cuticule: Il a une cuticule rose à brune. 
Stipe: Le stipe est souvent large et enflé, et sa couleur générale peut avoir une teinte rouge-orange.

## Distribution et habitat
Boletus rex-veris se trouve sous les pins (Pinus ponderosa, Pinus contorta subsp. murrayana) et sapins (Abies concolor et Abies sp.) à des altitudes de 900 à 2 000 m.
Il est souvent enfoui sous les aiguilles de Mai à Juin, en Californie. 
Dans l'Oregon, il se développe à faible altitude, et sa répartition se poursuit dans l'état de Washington, dans l'Idaho et la Colombie-Britannique.

## Saison
Boletus rex-veris apparait généralement de Mai à Juin.

## Comestibilité
Boletus rex-veris est comestible et délicieux. Il a une valeur commerciale dans les zones où il est prolifique. Boletus rex-veris est comestible et peut être conservé et cuit.